# Инцидент с ядерными боезарядами в ВВС США (2007)

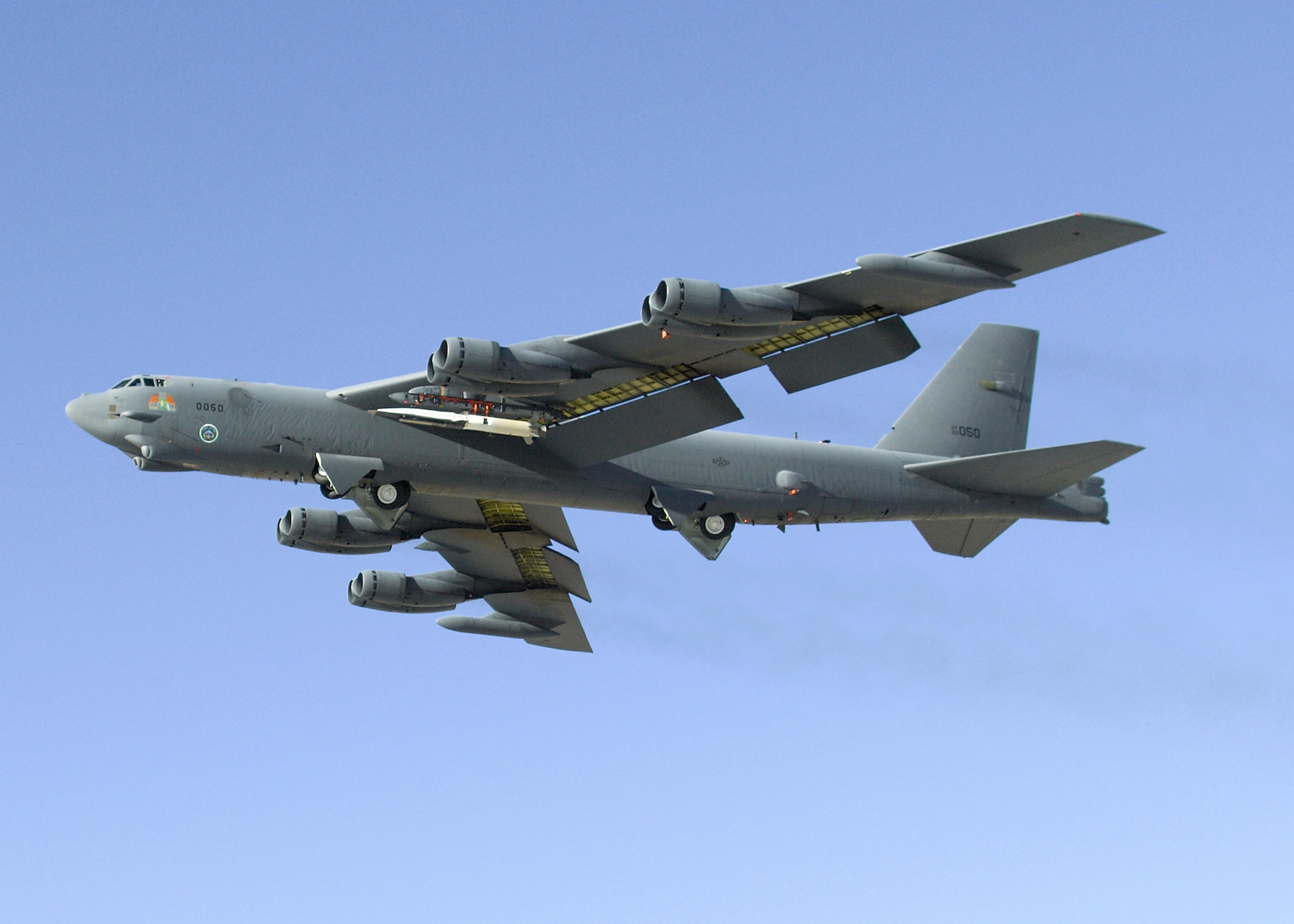
Стратегический бомбардировщик B-52H

Инцидент с ядерными боезарядами произошёл в США 29—30 августа 2007 года. 6 крылатых ракет AGM-129 ACM с термоядерными боевыми частями были по ошибке установлены на авиабазе Майнот в Северной Дакоте на бомбардировщик B-52H, который затем отправился в полёт над территорией США на авиабазу Барксдейл в Луизиане. О факте наличия на ракетах ядерных боезарядов стало известно лишь спустя 36 часов после полёта. Инцидент стал причиной громкого скандала в США, ряда отставок в Военно-воздушных силах и реорганизации управления стратегическими ядерными силами США.

## Ход событий

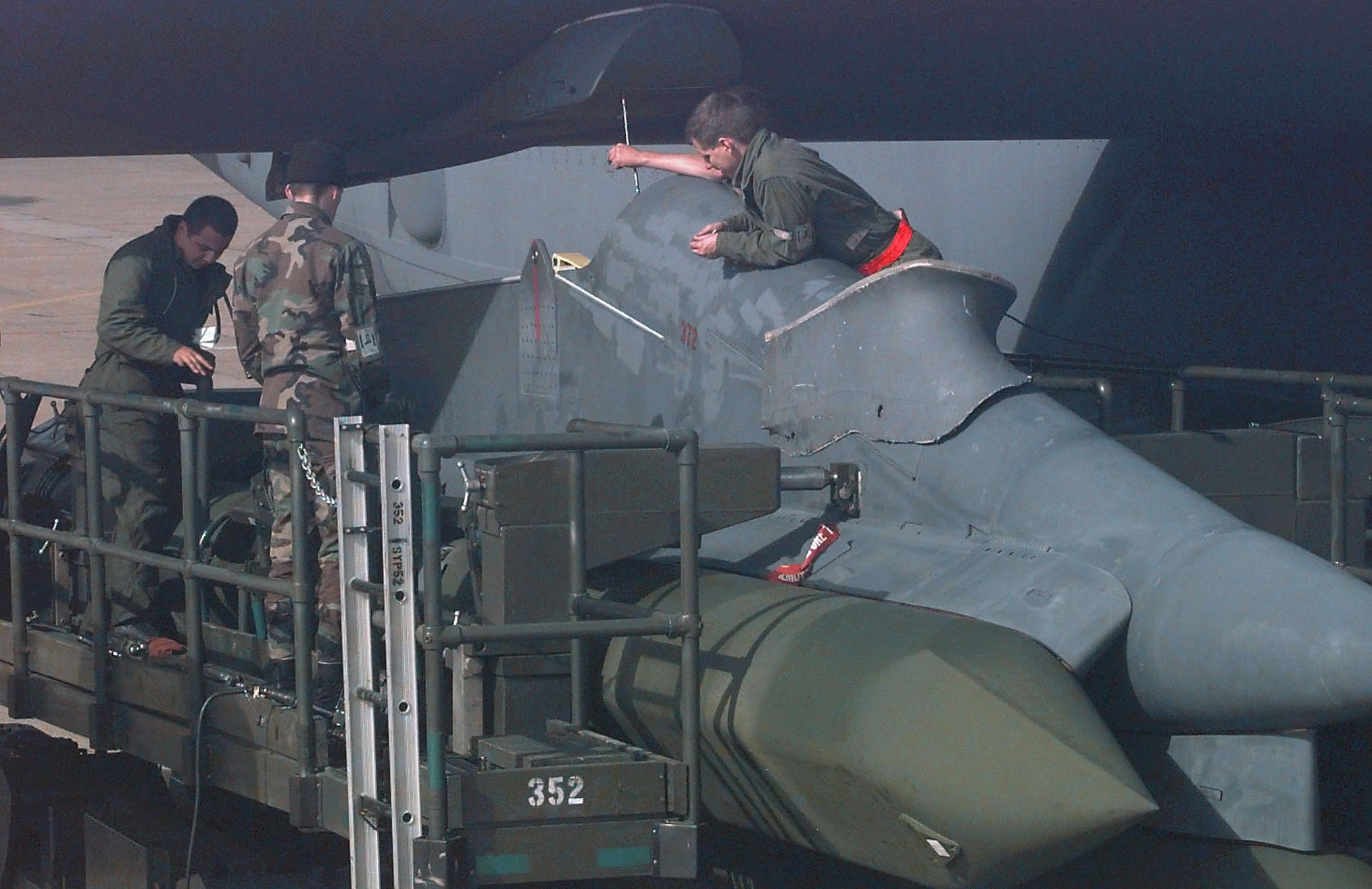
Установка КР AGM-129 ACM на подкрыльевом пилоне B-52H.

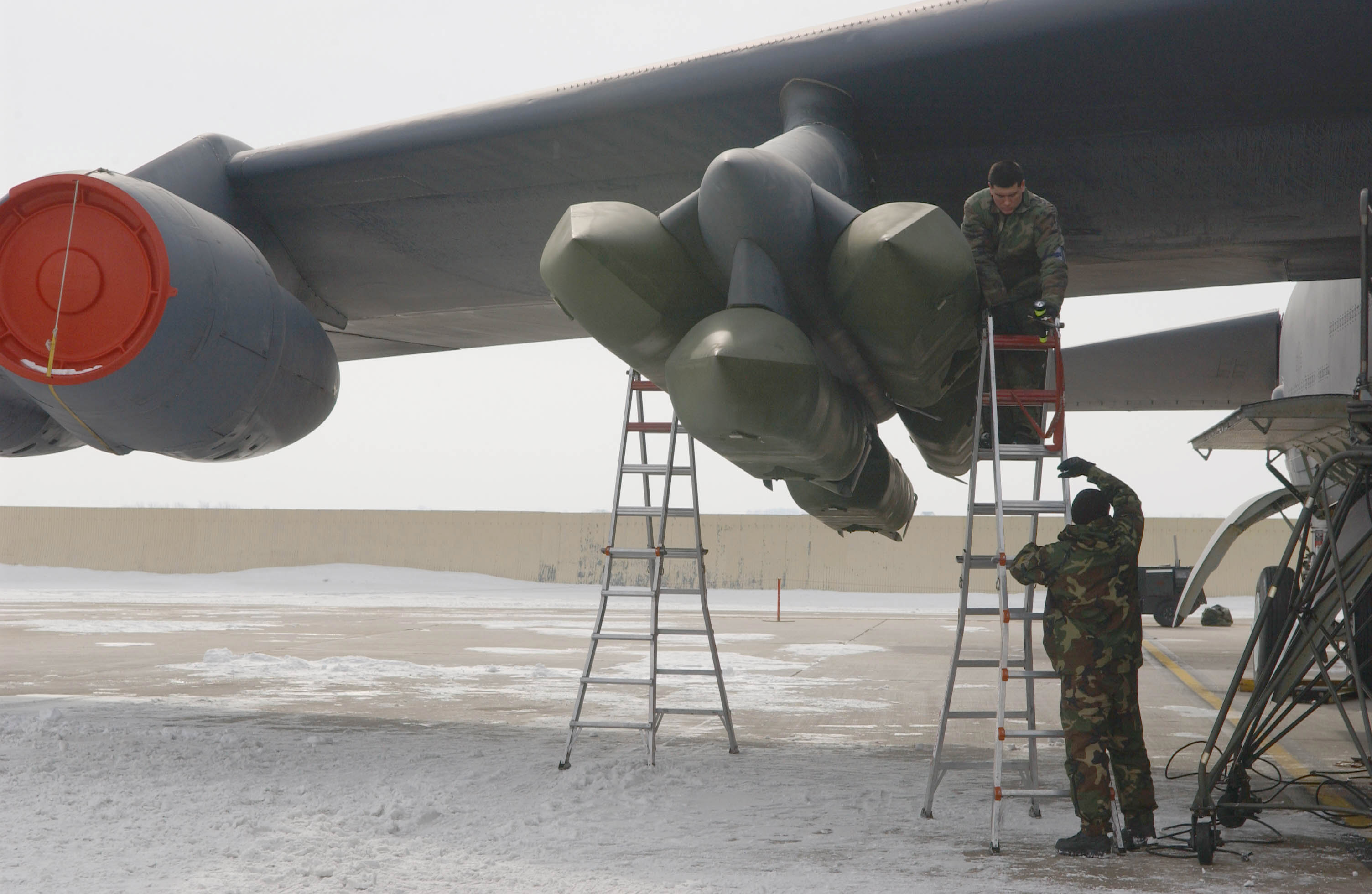
Предполётная проверка КР ACM на подкрыльевом пилоне B-52H аэродромным расчетом группы вооружения. Авиабаза ВВС США Майнот.

30 августа 2007 года с авиабазы ВВС США Майнот (Северная Дакота) на авиабазу Барксдейл (Луизиана) должны были быть перевезены на хранение 12 крылатых ракет AGM-129 ACM с учебными боеголовками. На стратегический бомбардировщик B-52H 2-го бомбардировочного крыла, специально для этого прибывший из Барксдейла, планировалось установить по 6 ракет на каждый из пилонов под левым и правым крыльями.
Между 8:00 и 9:00 утра стандартного восточного времени (16:00—17:00 МСК) 29 августа в одном из хранилищ на базе Майнот группа военнослужащих ВВС США начала подготовку указанных двенадцати ракет к установке на бомбардировщик. На шести ракетах ядерные боезаряды были заменены на учебные боевые части, на остальных были по ошибке установлены боевые части W80-1 с термоядерным зарядом изменяемой мощности 5-150 кт. Личный состав, занимавшийся инспекцией ракет перед их отправкой, пренебрёг рядом проверок, в результате чего осталась незамеченной предварительная замена мест хранения шести ракет с учебными БЧ, на месте которых были размещены ракеты с термоядерными БЧ, предназначавшиеся для утилизации.
Около 9 часов утра в хранилище прибыл расчёт тягача, который без предварительной инспекции и без уточнения факта инспектирования ракет начал их буксировку к самолёту. Управление военного имущества авиабазы также не выявило факт того, что ракеты не были проверены должным образом, и в 9:25 подписало ракеты к погрузке. Установка ракет на самолёт продолжалась около восьми часов. После её завершения самолёт без специальной охраны простоял весь вечер 29 августа и ночь с 29 на 30 августа на перроне авиабазы Майнот.
Утром 30 августа один из членов экипажа B-52H — оператор бортовой РЛС — произвёл тщательный визуальный осмотр ракет, установленных на пилон под правым крылом, на которых находились ракеты с учебными БЧ. После этого экипажем был подписан грузовой манифест, в котором значились 12 неснаряжённых ракет AGM-129 ACM. Осмотр ракет на пилоне левого крыла экипажем не проводился. Командир экипажа визуальный осмотр самолёта не проводил. В 8:40 утра самолёт взлетел с авиабазы Майнот и взял курс на юг, совершив посадку на авиабазе Барксдейл в 11:23. Экипаж припарковал B-52 на перроне, и вновь в течение девяти часов самолёт оставался без специальной охраны.
В 20:30 к месту стоянки самолёта для демонтажа ракет прибыла группа солдат и офицеров. Через какое-то время один из них заметил внешние отличия между ракетами на пилонах правого и левого крыльев. В 22:00 после дополнительного осмотра стало ясно, что на ракетах, подвешенных на левом крыле установлены не учебные БЧ. Лишь тогда вокруг самолёта было выставлено специальное охранение, а о «находке» было доложено на центральный командный пункт Министерства обороны США, а далее — начальнику штаба ВВС, министру обороны и президенту США.

## Реакция Министерства обороны
Изначально руководство Военно-воздушных сил и Министерства обороны США были намерены не предавать инцидент огласке, отчасти в контексте традиционной политики неразглашения информации о хранении и перемещении ядерных вооружений, если обратного не требуют международные договорные обязательства, с другой стороны — представлялось маловероятным, что инцидент вызовет обеспокоенность общественности. В докладе министерства содержалась фраза: «Интерес средств массовой информации маловероятен». Однако уже через несколько дней неизвестные источники в Пентагоне передали информацию о происшествии газете Military Times, на страницах которой 5 сентября была размещена соответствующая короткая заметка.
В тот же день в Министерстве обороны была созвана пресс-конференция, в ходе которой пресс-секретарь Пентагона заявил, что население США ни на секунду не подвергалось опасности, а оружие находилось под постоянным контролем военных. Спустя некоторое время был отстранён от службы командир подразделения, занимавшегося погрузкой ракет, 25 военнослужащих были подвергнуты дисциплинарному взысканию. По приказу командующего Боевым авиационным командованием генерала Рональда Киза расследование инцидента возглавил генерал-майор Даг Раберг. С целью подтвердить надёжную охрану и безопасность ядерного оружия, все спецхранилища ВВС были подвергнуты тщательной проверке. 28 сентября Рональд Киз подал рапорт об увольнении с военной службы, 2 октября его место занял генерал Джон Корли.
19 октября в Пентагоне о предварительных результатах расследования средствам массовой информации докладывали Государственный секретарь военно-воздушных сил США Майкл Винн и заместитель начальника штаба ВВС генерал-майор Ричард Ньютон. В частности, они заявили, что «как на авиабазе Майнот, так и в Барксдейле имели место отклонения от правил обслуживания систем вооружения» и что «ряд военнослужащих на обеих базах действовал с нарушениями инструкций». По распоряжению группы генеральных инспекторов ВВС США под надзором Агентства по сокращению военной угрозы были проведены инспекции на всех объектах ВВС, где имелось на хранении ядерное оружие.
Были отстранены от должностей командующий 5-го бомбардировочного крыла полковник Эмиг, командир 5-й группы материально-технического обеспечения полковник Синтия Ланделл, командующий 2-й боевой группой полковник Тодд Вестхаузер, а также четверо военнослужащих сержантского состава. Весь личный состав 5-го крыла, который имел специальные разрешения работать с ядерным оружием, был таковых лишён. 65 военнослужащих лишились сертификатов так называемой программы проверки благонадёжности личного состава. Ни одно должностное лицо, тем не менее, не было предано суду военного трибунала.